# Canton de Selommes
Le canton de Selommes est un ancien canton français située dans le département de Loir-et-Cher et la région Centre.

## Géographie
Ce canton était organisé autour de Selommes dans l'arrondissement de Vendôme. Son altitude variait de 87 m (Coulommiers-la-Tour) à 144 m (La Chapelle-Enchérie) pour une altitude moyenne de 123 m.

## Représentation

### Conseillers d'arrondissement (de 1833 à 1940)
| Période                                  | Période      | Identité                                       | Étiquette | Qualité |
| ---------------------------------------- | ------------ | ---------------------------------------------- | --------- | --- |
| 1833                                     | 1834 (décès) | Jacques Ferrand (1763-1834)                    |           | Propriétaire, juge de paix à Selommes                                                                       |
| 1834                                     | 1839         | Mathurin Jean Baptiste Bruère fils (1768-1849) |           | Maire de Coulommiers                                                                                        |
| 1839                                     | 1848         | Jacques Pardessus-Ferrand (1801-1882)          |           | Cultivateur, adjoint au maire de Selommes                                                                   |
| 1848                                     | 1855         | M. Bruère-Bagland                              |           | Propriétaire à Coulommiers, Président du Conseil d'arrondissement                                           |
| 1855                                     | 1863 (décès) | Jacques Ferrand-Ferrand (1795-1863)            |           | Propriétaire, maire de Selommes                                                                             |
| 1863                                     | 1884 (décès) | Jean-Charles Girardin (1822-1884)              |           | Notaire à Selommes, propriétaire à Vendôme                                                                  |
| 1884                                     | 1898 (décès) | Louis Ernest Poignant                          |           | Cafetier à Villetrun                                                                                        |
| 1898                                     | 1932 (décès) | Alphonse Langot                                | Rad.      | Maire de Coulommiers-la-Tour                                                                                |
| 1932                                     | 1940         | Aristide Girard                                | Droite    | Cultivateur, maire de Faye                                                                                  |
| 1940                                     |              |                                                |           | Les conseils d'arrondissement ont été suspendus par la loi du 12 octobre 1940 et n'ont jamais été réactivés |
| Les données manquantes sont à compléter. |              |                                                |           | |

### Conseillers généraux de 1833 à 2015
| Période | Période          | Identité                             | Étiquette        | Qualité |
| ------- | ---------------- | ------------------------------------ | ---------------- | --- |
| 1833    | 1848             | Alexandre Raguet-Lépine              |                  | Horloger Maire de Villeneuve-le-Roi (Seine-et-Oise) (1816-1820) Maire de Renay (1821-1848) Pair de France (1845-1848) |
| 1848    | 1870             | François Martellière                 |                  | Avoué, juge de paix, propriétaire Maire de Vendôme (1862-1870)                                                        |
| 1870    | 1880             | Emile Couteau                        | Droite           | Avocat à la Cour d'appel de Paris Conseiller municipal de Blois (1860-1870)                                           |
| 1880    | 1886             | Ernest Chrictot-Fortier              |                  | Propriétaire à Paris, entrepreneur de tabacs Maire de Villiers-sur-Loir (1865-1882)                                   |
| 1886    | 1898             | Henri Haudos de Possesse             | Droite           | Propriétaire du château de Renay Maire de Renay (1885-1900) Député (1889-1893)                                        |
| 1899    | 1932 (décès)     | Pierre Berger                        | Gauche radicale  | Avocat Député (1906-1910, 1914, 1919-1920) Sénateur (1920-1932) Maire de Vendôme (1927-1932)                          |
| 1932    | 1940 (décès)     | Ernest Petit                         | Républicain      | Clerc de notaire Maire de Selommes (1931-1940)                                                                        |
|         |                  |                                      |                  | |
| 1943    | 1945             | Aristide Girard (1875-1966)          | Droite           | Cultivateur Conseiller d'arrondissement, maire de Faye Nommé conseiller départemental en 1943                         |
|         |                  |                                      |                  | |
| 1945    | 1947 (démission) | Louis Cadillac (1902-1976)           | PCF              | Médecin |
| 1947    | 1969 (décès)     | André Peigné                         | CNIP             | Agriculteur Maire de Tourailles (1945-1969)                                                                           |
| 1970    | 1972 (décès)     | Paul Cormier                         | PDM              | Exploitant agricole Député (1968-1972) Maire de Sasnières (1953-1959) Conseiller municipal de Villeromain (1959-1972) |
| 1972    | 1994             | Aimé Chevais beau-frère du précédent | DVD puis UDF-CDS | Exploitant agricole Conseiller municipal de Villiersfaux (1949-1952) Maire de Villemardy (1959-1989)                  |
| 1994    | 2015             | André Buisson                        | DVD              | Ingénieur agronome Maire de Selommes (1980-2008)                                                                      |

## Composition
Le canton de Selommes, d'une superficie de 173 km2, était composé de seize communes.
| Nom                  | Code Insee | Intercommunalité               | Superficie (km2) | Population (dernière pop. légale) | Densité (hab./km2) |
| -------------------- | ---------- | ------------------------------ | ---------------- | --------------------------------- | ------------------ |
| Baigneaux            | 41011      | CC Beauce et Forêt             | 6,58             | 47 (2014)                         | 7,1                |
| La Chapelle-Enchérie | 41037      | CC du Perche et Haut Vendômois | 10,76            | 204 (2014)                        | 19                 |
| Coulommiers-la-Tour  | 41065      | CA Territoires Vendômois       | 12,12            | 527 (2014)                        | 43                 |
| Épiais               | 41077      | CC Beauce Val de Loire         | 8,70             | 143 (2014)                        | 16                 |
| Faye                 | 41081      | CA Territoires Vendômois       | 8,70             | 237 (2014)                        | 27                 |
| Périgny              | 41174      | CA Territoires Vendômois       | 10,41            | 186 (2014)                        | 18                 |
| Pray                 | 41182      | CA Territoires Vendômois       | 10,48            | 293 (2014)                        | 28                 |
| Renay                | 41187      | CC du Perche et Haut Vendômois | 12,05            | 163 (2014)                        | 14                 |
| Rhodon               | 41188      | CC Beauce Val de Loire         | 7,12             | 120 (2014)                        | 17                 |
| Rocé                 | 41190      | CA Territoires Vendômois       | 10,27            | 222 (2014)                        | 22                 |
| Sainte-Gemmes        | 41210      | CC Beauce et Forêt             | 8,56             | 102 (2014)                        | 12                 |
| Selommes             | 41243      | CA Territoires Vendômois       | 28,01            | 830 (2014)                        | 30                 |
| Tourailles           | 41261      | CA Territoires Vendômois       | 7,46             | 132 (2014)                        | 18                 |
| Villemardy           | 41283      | CA Territoires Vendômois       | 12,17            | 275 (2014)                        | 23                 |
| Villeromain          | 41290      | CA Territoires Vendômois       | 13,08            | 247 (2014)                        | 19                 |
| Villetrun            | 41291      | CA Territoires Vendômois       | 6,83             | 319 (2014)                        | 47                 |

## Démographie

### Évolution démographique
| 1962  | 1968  | 1975  | 1982  | 1990  | 1999  | 2006  | 2011  | 2012  |
| ----- | ----- | ----- | ----- | ----- | ----- | ----- | ----- | ----- |
| 3 887 | 3 545 | 3 290 | 3 322 | 3 386 | 3 507 | 3 764 | 3 984 | 4 002 |

### Âge de la population
La pyramide des âges, à savoir la répartition par sexe et âge de la population, du canton de Selommes en 2009 ainsi que, comparativement, celle du département de Loir-et-Cher la même année sont représentées avec les graphiques ci-dessous.
La population du canton comporte 50,2 % d'hommes et 49,8 % de femmes. Elle présente en 2009 une structure par grands groupes d'âge similaire à celle de la France métropolitaine. 
Il existe en effet 115 jeunes de moins de 20 ans pour cent personnes de plus de 60 ans, alors que pour la France l'indice de jeunesse, qui est égal à la division de la part des moins de 20 ans par la part des plus de 60 ans, est de 1,06. L'indice de jeunesse du canton est également supérieur à celui  du département (0,83) et à celui de la région (0,95).
| Hommes | Classe d’âge | Femmes |
| ------ | ------------ | ------ |
| 0,4    | 90 ans ou +  | 1,7    |
| 7,8    | 75 à 89 ans  | 10,7   |
| 12,4   | 60 à 74 ans  | 12,4   |
| 20,8   | 45 à 59 ans  | 18,9   |
| 24,2   | 30 à 44 ans  | 22,1   |
| 12,9   | 15 à 29 ans  | 13,0   |
| 21,4   | 0 à 14 ans   | 21,2   |

| Hommes | Classe d’âge | Femmes |
| ------ | ------------ | ------ |
| 0,5    | 90 ans ou +  | 1,5    |
| 8,8    | 75 à 89 ans  | 12,1   |
| 15,4   | 60 à 74 ans  | 16,1   |
| 21,2   | 45 à 59 ans  | 20,5   |
| 19,6   | 30 à 44 ans  | 18,7   |
| 15,9   | 15 à 29 ans  | 14,3   |
| 18,6   | 0 à 14 ans   | 16,8   |